# Чирки (Богородский район)
Чирки — деревня в Богородском районе Кировской области

## География
Находится на расстоянии примерно 10 километров по прямой на север от районного центра поселка Богородское.

## История
Деревня известна с 1770 года, когда в ней учтено было 36 жителей. В 1873 году отмечено дворов 8 и жителей 66, в 1905 8 и 105, в 1926 13 и 85, в 1950 20 и 80 соответственно. В 1989 году учтено 105 жителей.

## Население
Постоянное население  составляло 105 человек (русские 97%) в 2002 году, 49 в 2010.